# モナシア＝ドレーヌ
モナシア＝ドレーヌ （Monacia-d'Aullène、コルシカ語:A Munacìa d'Avretu）は、フランス、コルス地方公共団体、コルス＝デュ＝シュド県のコミューン。

## 地理

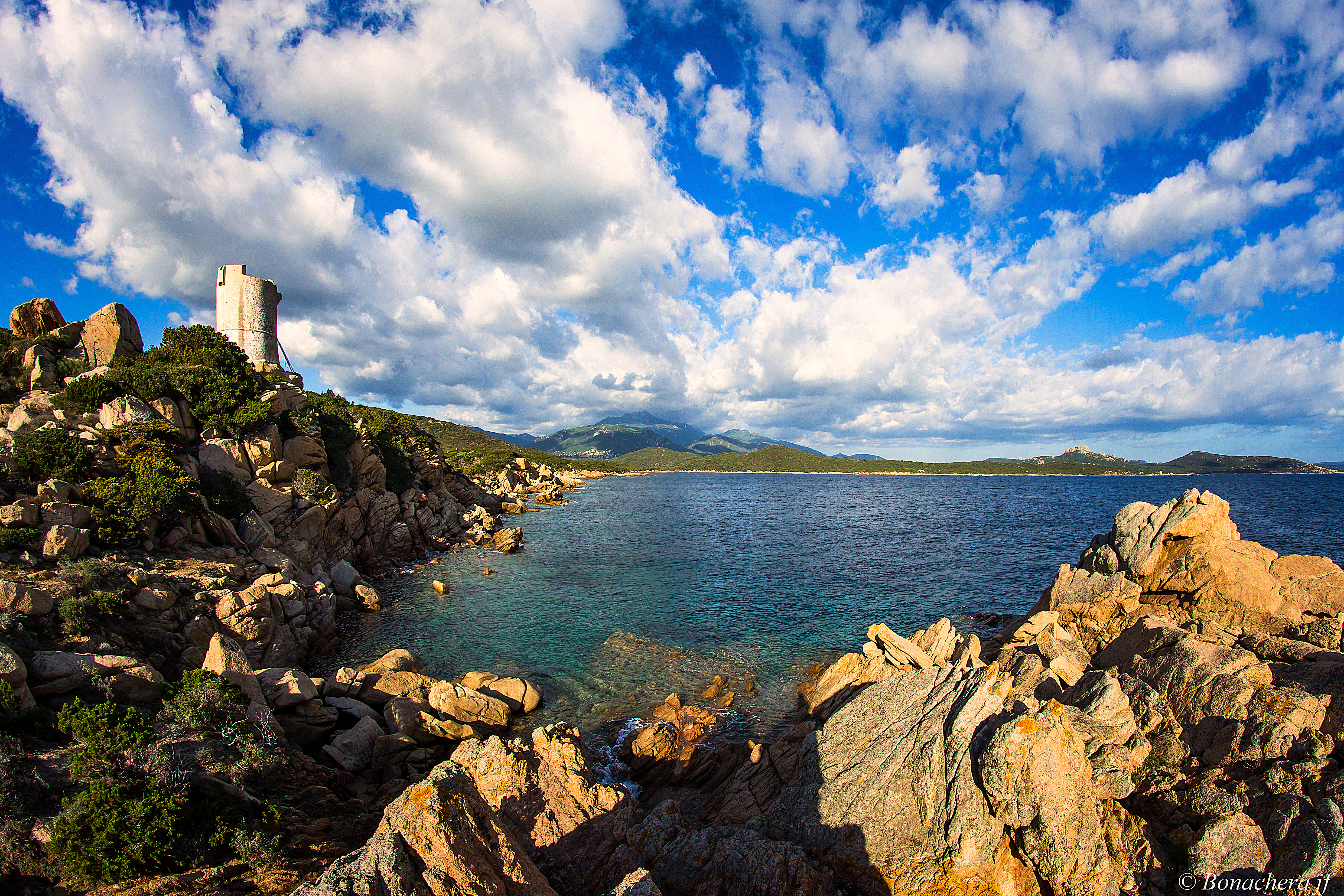
オルメト塔はジェノヴァ共和国支配時代に建設された

モナシア＝ドレーヌは、島の南端を占めるフレト地方に属する。コミューンは北西をサルテーヌと、南東をピアノトリ＝カルダレロと接している。
コミューンにはスパルタノ川とシオクシア川が流れる。

## 由来
言い伝えによると、Monaciaとは修道士（moine）の姿に見える岩、コミューンの沖合に浮かぶ小島から名づけられたという。

## 歴史
コミューンは、1864年3月30日の帝国デクレにより、オレーヌの集落から独立した村となった。この分離は土地区画の紛争によるものである。フランス第二帝政時代、この紛争は政治的理由から強くなった。
2010年時点で、モナシア＝ドレーヌには462人が、オレーヌには182人が住民登録していた。
人口数は、夏の休暇時期に、コルス人が言うところのディアスポラたちがやってくると、普段の5倍かそれ以上になる。

## 人口統計
| 1962年 | 1968年 | 1975年 | 1982年 | 1990年 | 1999年 | 2005年 | 2014年 |
| ------ | ------ | ------ | ------ | ------ | ------ | ------ | ------ |
| 342    | 325    | 353    | 421    | 412    | 396    | 476    | 506    |

参照元:1962年から1999年までは複数コミューンに住所登録をする者の重複分を除いたもの。それ以降は当該コミューンの人口統計によるもの。1999年までEHESS/Cassini、2006年以降INSEE。

## ゆかりの人物
- フランソワ・サントニ（fr） - コルス民族解放戦線（fr）の政治家。2001年8月、モナシア＝ドレーヌで暗殺された。